# ヴァグラム駅
座標: 北緯48度53分03秒 東経2度18分13秒 / 北緯48.884057度 東経2.303668度
ヴァグラム駅 (ヴァグラムえき、Wagram 発音例) は、パリ17区に位置するメトロの駅。パリメトロ3号線を利用することができる。

## 駅構造
相対式ホーム2面2線を有する地下駅。

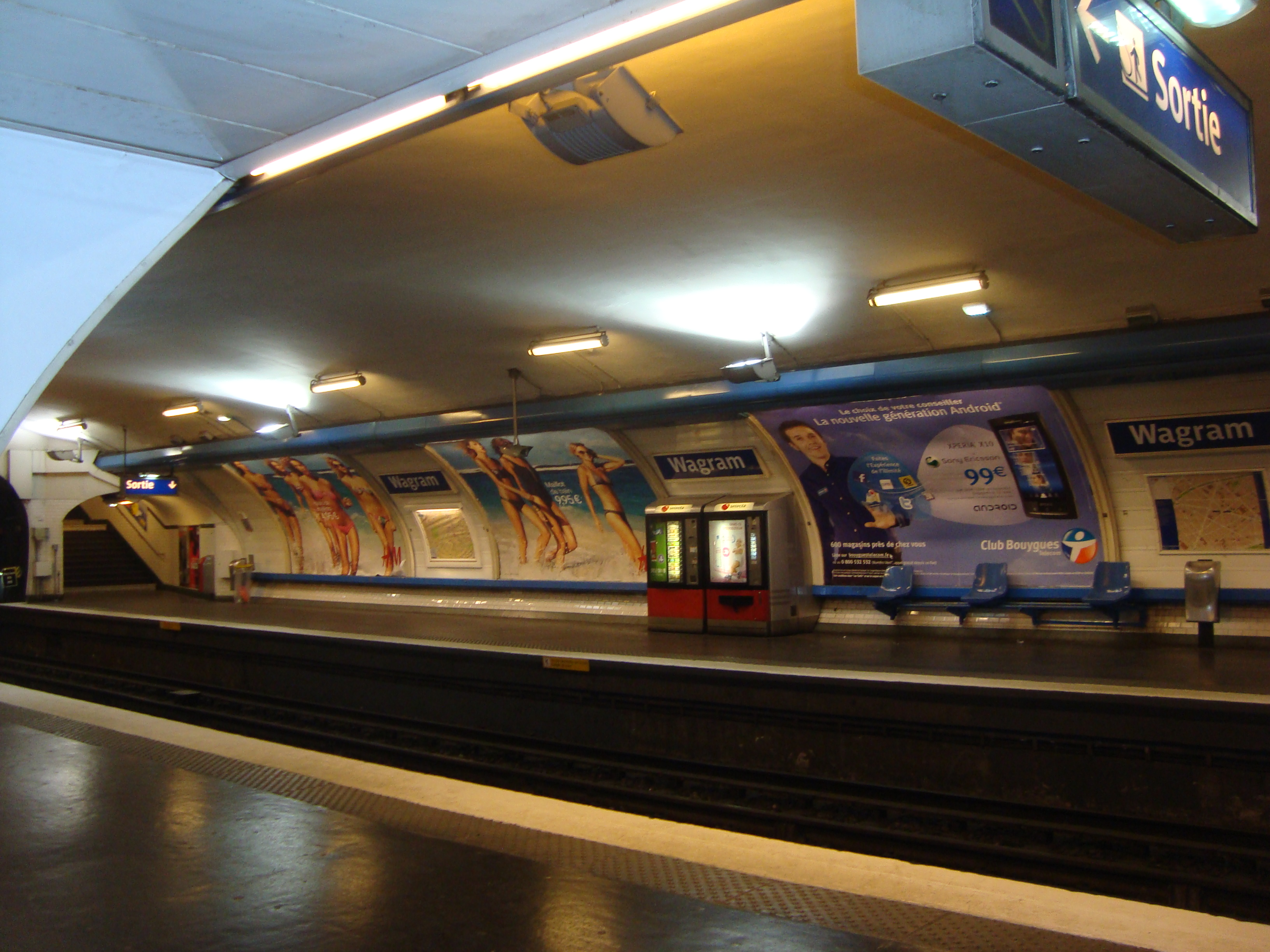
ホーム
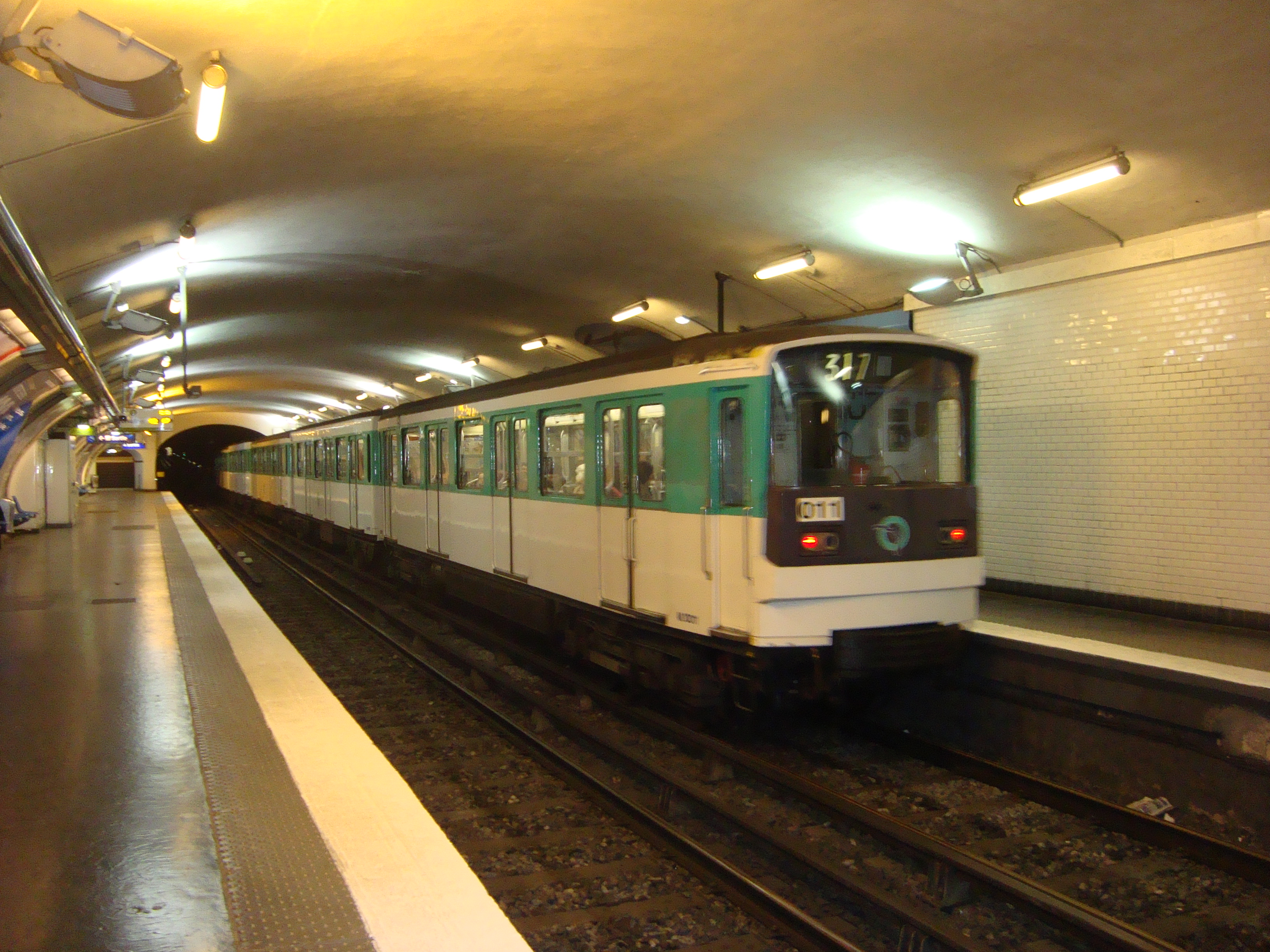
通過風景